# Riedelia minor
Riedelia minor là một loài thực vật có hoa trong họ Gừng. Loài này được Theodoric Valeton miêu tả khoa học đầu tiên năm 1914.

## Phân bố
Loài này được tìm thấy ở cao độ 1.000 m trên dãy núi Torricelli, tỉnh Tây Sepik (tỉnh Sandaun), tây bắc Papua New Guinea và ở cao độ 1.600 m gần phía nam cửa sông Tami (khoảng 15 km về phía đông vịnh Yos Sudarso), ngày nay là đông bắc tỉnh Papua, Indonesia. Mẫu vật điển hình: F.R.R. Schlechter 20260 do Rudolf Schlechter thu thập ngày 18 tháng 9 năm 1909 và L. Schultze (33) 69 do Leonhard Schultze-Jena (1872-1955) thu thập tháng 7 năm 1910 tại trại Hochmoos gần phía nam cửa sông Tami.